# Gemeine Getreidewanze

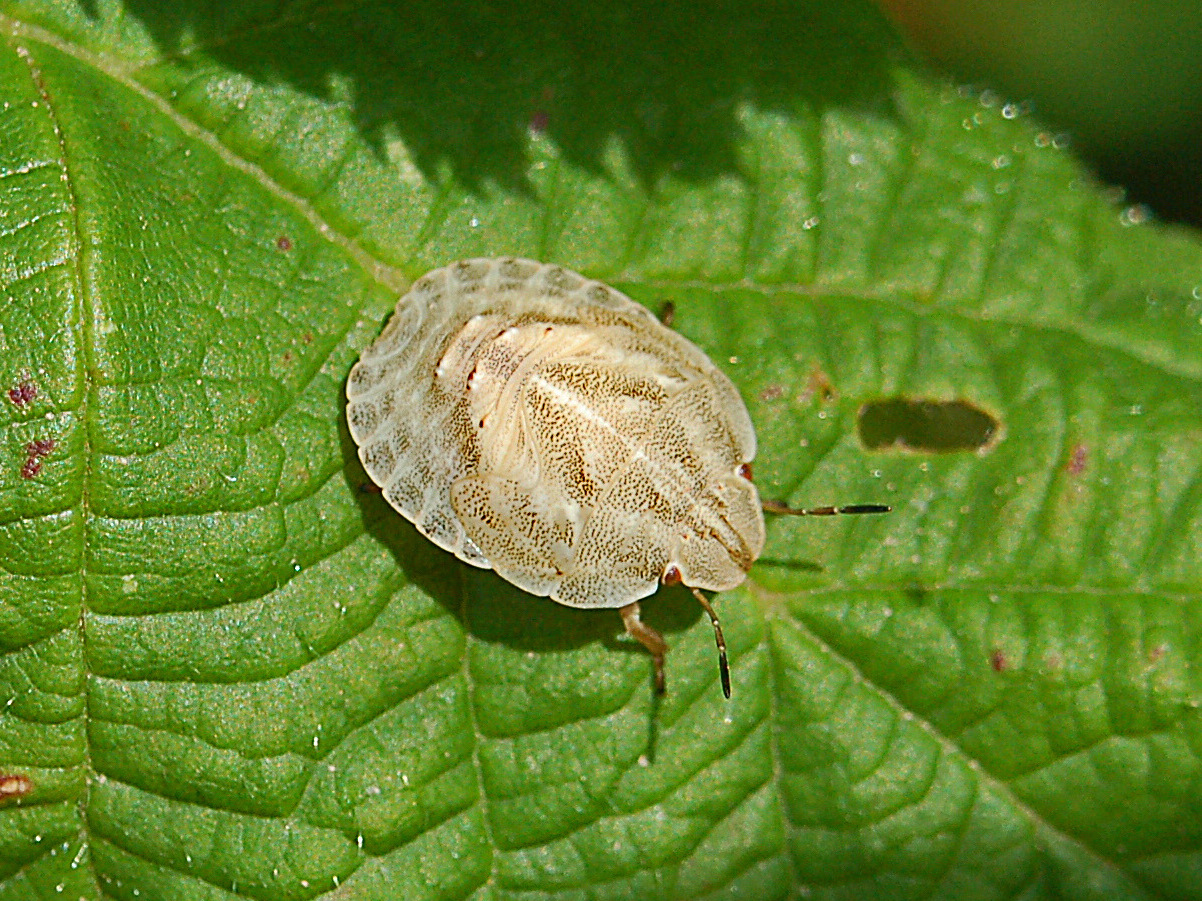
Nymphe

Die Gemeine Getreidewanze (Eurygaster maura), auch Gras-Schildwanze genannt, ist eine Wanzenart aus der Familie der Schildwanzen (Scutelleridae).

## Merkmale
Die Tiere erreichen eine Körperlänge von 8,5 bis 10 Millimetern. Sie haben eine variable braune Grundfarbe und Musterung. Die ähnliche Schildkrötenwanze (Eurygaster testudinaria) wird etwas größer und unterscheidet sich durch den Tylus (Stirnkeil), der bei der ähnlichen Art an der Spitze des Kopfes etwas tiefer liegt als die seitlich von ihm liegenden Wangen. Bei der Gemeinen Getreidewanze liegt der Tylus auf einer Ebene mit den Wangen, womit die Spitze des Kopfes gleichmäßig gerandet ist. Das zweite Glied der Fühler ist bei der Gemeinen Getreidewanze doppelt so lang wie das Dritte; bei der ähnlichen Art ist es nur etwa 1,5 Mal so lang. Die Hinterecken des Pronotums sind außerdem bei der Gemeinen Getreidewanze etwas weniger stark hervortretend. Mit den genannten Unterscheidungsmerkmalen sind die beiden Arten jedoch nicht immer zweifelsfrei zu unterscheiden, sodass dann eine genitalmorphologische Untersuchung notwendig ist. Den Weibchen der Gemeinen Getreidewanze fehlt die Lücke zwischen den Genitalplatten und dem davor liegenden Hinterleibssegment, bei den Männchen trägt der Aedeagus zwei innen liegende Dornen.

## Verbreitung und Lebensraum
Die Art ist in fast ganz Europa sowie in Nordafrika und weiter östlich bis nach Zentralasien verbreitet. Sie kommt auch in Nordamerika vor. In Mitteleuropa ist sie die häufigste Art ihrer Gattung und überall zu finden, auch wenn sie im Nordwesten deutlich seltener auftritt als im Süden und Osten. Die Art besiedelt trockene, offene bis halbschattige Lebensräume mit Bewuchs von Süßgräsern, man findet sie aber auch auf Äckern an Getreide.

## Lebensweise
Die Tiere leben an Süßgräsern, wie etwa an Straußgräsern (Agrostis), Trespen (Bromus), Knäuelgräsern (Dactylis) und Schwingel (Festuca). Wie auch die nahe verwandte Eurygaster austriaca findet man ältere Nymphen und adulte Tiere aber auch an anderen Pflanzen, insbesondere an Korbblütlern wie z. B. an Flockenblumen (Centaurea), Ringdisteln (Carduus), Kratzdisteln (Cirsium) oder Kamillen (Matricaria).
Die Nymphen kann man von Mai bis August beobachten, ab Juli treten die adulten Tiere auf. Parallel zu den adulten Tieren können auch noch im Herbst bis Oktober Nymphen auftreten, die jedoch den Winter nicht überstehen.

## Belege